# Vallères
Vallères és un municipi francès, situat al departament de l'Indre i Loira i a la regió de Centre – Vall del Loira. L'any 2007 tenia 1.016 habitants.

## Demografia

### Població
El 2007 la població de fet de Vallères era de 1.016 persones. Hi havia 377 famílies, de les quals 64 eren unipersonals (30 homes vivint sols i 34 dones vivint soles), 120 parelles sense fills, 159 parelles amb fills i 34 famílies monoparentals amb fills.
La població ha evolucionat segons el següent gràfic:
Habitants censats

### Habitatges
El 2007 hi havia 438 habitatges, 379 eren l'habitatge principal de la família, 41 eren segones residències i 18 estaven desocupats. 417 eren cases i 11 eren apartaments. Dels 379 habitatges principals, 318 estaven ocupats pels seus propietaris, 52 estaven llogats i ocupats pels llogaters i 10 estaven cedits a títol gratuït; 10 tenien una cambra, 24 en tenien dues, 42 en tenien tres, 130 en tenien quatre i 174 en tenien cinc o més. 327 habitatges disposaven pel capbaix d'una plaça de pàrquing. A 132 habitatges hi havia un automòbil i a 221 n'hi havia dos o més.

### Piràmide de població
La piràmide de població per edats i sexe el 2009 era:
| Homes | Edats   | Dones |
| ----- | ------- | ----- |
| 0     | 95 o +  | 4     |
| 0     | 90 a 94 | 4     |
| 4     | 85 a 89 | 8     |
| 8     | 80 a 84 | 0     |
| 24    | 75 a 79 | 8     |
| 12    | 70 a 74 | 20    |
| 24    | 65 a 69 | 16    |
| 24    | 60 a 64 | 24    |
| 0     | 55 a 59 | 20    |
| 44    | 50 a 54 | 24    |
| 28    | 45 a 49 | 28    |
| 28    | 40 a 44 | 24    |
| 32    | 35 a 39 | 36    |
| 32    | 30 a 34 | 8     |
| 20    | 25 a 29 | 28    |
| 16    | 20 a 24 | 8     |
| 36    | 15 a 19 | 28    |
| 24    | 10 a 14 | 36    |
| 16    | 5 a 9   | 12    |
| 12    | 0 a 4   | 28    |

## Economia
El 2007 la població en edat de treballar era de 636 persones, 500 eren actives i 136 eren inactives. De les 500 persones actives 459 estaven ocupades (263 homes i 196 dones) i 41 estaven aturades (14 homes i 27 dones). De les 136 persones inactives 45 estaven jubilades, 52 estaven estudiant i 39 estaven classificades com a «altres inactius».

### Ingressos
El 2009 a Vallères hi havia 429 unitats fiscals que integraven 1.179,5 persones, la mediana anual d'ingressos fiscals per persona era de 19.135 €.

### Activitats econòmiques
Dels 35 establiments que hi havia el 2007, 1 era d'una empresa extractiva, 1 d'una empresa alimentària, 2 d'empreses de fabricació de material elèctric, 5 d'empreses de construcció, 11 d'empreses de comerç i reparació d'automòbils, 1 d'una empresa de transport, 3 d'empreses d'hostatgeria i restauració, 1 d'una empresa d'informació i comunicació, 1 d'una empresa financera, 2 d'empreses immobiliàries, 5 d'empreses de serveis, 1 d'una entitat de l'administració pública i 1 d'una empresa classificada com a «altres activitats de serveis».
Dels 10 establiments de servei als particulars que hi havia el 2009, 1 era una oficina de correu, 1 taller de reparació d'automòbils i de material agrícola, 1 paleta, 2 fusteries, 1 lampisteria, 2 electricistes, 1 restaurant i 1 agència immobiliària.
Dels 2 establiments comercials que hi havia el 2009, 1 era una botiga de més de 120 m² i 1 una fleca.
L'any 2000 a Vallères hi havia 31 explotacions agrícoles que ocupaven un total de 450 hectàrees.

## Equipaments sanitaris i escolars
El 2009 hi havia una escola elemental integrada dins d'un grup escolar amb les comunes properes formant una escola dispersa.

## Poblacions properes
El següent diagrama mostra les poblacions més properes.